# Eduard Fernández
Eduard Fernández Serrano (Barcelona, 24 augustus 1964) is een Spaans acteur.

## Filmografie

### Film
Uitgezonderd korte films en televisiefilms.
| Filmografie als acteur |                                           |
| Jaar                   | Titel                                     |
| 1994                   | Souvenir                                  |
| 1999                   | Zapping                                   |
| 1999                   | Los lobos de Washington                   |
| 2000                   | El portero                                |
| 2001                   | La voz de su amo                          |
| 2001                   | Son de mar                                |
| 2001                   | Fausto 5.0                                |
| 2002                   | El embrujo de Shanghai                    |
| 2002                   | Smoking Room                              |
| 2003                   | En la ciudad                              |
| 2003                   | El misterio Galíndez                      |
| 2004                   | Cosas que hacen que la vida valga la pena |
| 2005                   | Hormigas en la boca                       |
| 2005                   | Obaba                                     |
| 2005                   | El método                                 |
| 2006                   | Alatriste                                 |
| 2006                   | Ficció                                    |
| 2008                   | Tres días                                 |
| 2008                   | Che: Part Two                             |
| 2008                   | La noche que dejó de llover               |
| 2008                   | El vestido                                |
| 2009                   | Amores locos                              |
| 2009                   | Tres dies amb la família                  |
| 2009                   | Flores negras                             |
| 2009                   | Luna caliente                             |
| 2010                   | Biutiful                                  |
| 2010                   | La mosquitera                             |
| 2010                   | Pa negre                                  |
| 2011                   | La piel que habito                        |
| 2012                   | The Pelayos                               |
| 2012                   | Miel de naranjas                          |
| 2012                   | Una pistola en cada mano                  |
| 2012                   | Como estrellas fugaces                    |
| 2013                   | Gente en sitios                           |
| 2013                   | Todas las mujeres                         |
| 2014                   | Marsella                                  |
| 2014                   | Los ausentes                              |
| 2014                   | El Niño                                   |
| 2014                   | Murieron por encima de sus posibilidades  |
| 2015                   | Felices 140                               |
| 2015                   | Truman                                    |
| 2015                   | Lejos del mar                             |
| 2016                   | La noche que mi madre mató a mi padre     |
| 2016                   | El hombre de las mil caras                |
| 2016                   | 1898: Los últimos de Filipinas            |
| 2017                   | Perfectos desconocidos                    |
| 2018                   | Todos lo saben                            |
| 2019                   | Mientras dure la guerra                   |
| 2019                   | La hija de un ladrón                      |
| 2021                   | Mediterráneo                              |
| 2022                   | Los renglones torcidos de Dios            |

- Biblioteca Nacional de España: XX4869212
- Bibliothèque nationale de France: cb15038596n (data)
- Catàleg d'autoritats de noms i títols de Catalunya: 981058529744806706
- Gemeinsame Normdatei: 140243569
- International Standard Name Identifier: 0000 0001 1953 7690
- Library of Congress Control Number: no2003096915
- Nationale Bibliotheek van Tsjechië: xx0062908
- Nationale Bibliotheek van Israël: 987007401559705171
- Nederlandse Thesaurus van Auteursnamen: 370545850
- Istituto Centrale per il Catalogo Unico: UBOV927465
- Système universitaire de documentation: 122258134
- Virtual International Authority File: 103781605
- WorldCat: E39PBJbxFVdwPtq3tHhWRPq84q